# حوزه انتخابیه شانزدهم کالیفرنیا
حوزه انتخابیه شانزدهم کالیفرنیا یک حوزه انتخابیه مجلس نمایندگان آمریکا است که در ایالت کالیفرنیا قرار دارد.